# Jan Šabata (politik)
Jan Nepomuk Šabata (9. ledna 1834 Vrbice – 12. ledna 1906 Vrbice) byl rakouský politik české národnosti z Čech, poslanec Českého zemského sněmu.

## Biografie
Pocházel z rolnické rodiny. Vychodil obecnou školu a nastoupil na střední školu. Studia ovšem nedokončil, protože musel převzít po otci hospodářství. Sám se dále vzdělával. Veřejně se vyslovoval k otázkám národohospodářským, politickým i sociálním. Byl obecním starostou ve Vrbici. Působil také od roku 1883 do roku 1887 jako okresní starosta v Kostelci nad Orlicí. Byl členem okresní školní rady. Roku 1870 byl rovněž členem Komise pro úpravu daně pozemkové pro rychnovský okres. Získal čestný kříž Pro Ecclesia et Pontifice. Byl čestným členem katolicko-hospodářského spolku Lípa v Chlenech. Tento spolek v 70. letech 19. století sám založil v Chlenech a pak v období let 1886–1906 vykonával funkci jeho předsedy na celookresní úrovni. Patřil mezi první propagátory vzniku spolků katolických zemědělců. V 90. letech 19. století také v Chlenech zakládal záložnu (raiffeisenku) a ovocnářský spolek.
V 80. letech se zapojil i do vysoké politiky. V zemských volbách v roce 1883 byl zvolen na Český zemský sněm, kde zastupoval kurii venkovských obcí, obvod Rychnov, Kostelec. Patřil ke staročeské straně.
Zemřel v lednu 1906.
Jeho syn František Šabata byl meziválečným poslancem a senátorem Národního shromáždění ČSR za Československou stranu lidovou. Další potomci Jana Šabaty, kteří hospodařili ve Vrbici, byli pronásledováni komunistickým režimem v 50. letech 20. století.